# 権利落ち日
権利落ち日（けんりおちび）とは、株式において、株主としての諸々の権利（株式分割割当て・株式無償交付・配当・株主優待など）を得るための権利付最終売買日の翌営業日のこと。

## 特徴
配当金や株主優待を取得するためには、権利確定日の2営業日前の後場取引終了時点で株式を保有しなければ権利が得られない。翌営業日は権利日が過ぎてしまい、株主としての権利や権利日に、権利が得られる配当金の差額分、実質的に価値が目減りするので、東京証券取引所の株価や日経平均株価・東証株価指数が下落する傾向にある。そのため「権利落ち」とも呼ばれる。現在は権利確定日の前日が該当日となっている。
なお、株式相場においては、更に株価の上昇が期待される会社の株式は「権利落ち日」以降も価額が崩れない事が殆どであり、権利落ち後に株価が下がった場合には、相場格言で言う「権落ち後の押し目買い」として好機であるとされている。